# توافق‌نامه حفاظت از آلباتروس‌ها و مرغ‌های باران

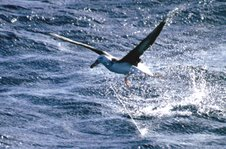
آلباتروس ابروسیاه روی یک خط بلند قلاب شده‌است.

توافق‌نامه حفاظت از آلباتروس‌ها و مرغ‌های باران(به انگلیسی: Agreement on the Conservation of Albatrosses and Petrels (ACAP)) یک توافق‌نامه بین‌المللی الزام‌آور است که در سال ۲۰۰۱ امضا شد و در ۱ فوریه ۲۰۰۴ زمانی که آفریقای جنوبی به عنوان پنجمین طرف موافقت‌نامه تصویب شد، لازم‌الاجرا شد.
این به منظور متوقف کردن کاهش شدید جمعیت پرندگان دریایی در نیمکره جنوبی، به ویژه آلباتروس‌ها و پترل‌ها ایجاد شد. آلباتروس‌ها و پترل‌ها توسط گونه‌های معرفی شده در جزایر زاد و ولد خود، آلودگی، و به عنوان صید جانبی توسط ماهیگیری لانگ لاین، و همچنین توسط ماهیگیری ترال و تور ماهیگیری در معرض تهدید قرار می‌گیرند. موافقتنامه ایجاب می‌کند که اقداماتی از سوی دولت‌های امضاکننده برای کاهش صید جانبی اتخاذ شود. حفاظت از کلنی‌های تولید مثل؛ و کنترل و حذف گونه‌های معرفی شده از مکان‌های تکثیر، به ویژه در جزایر.
این توافق‌نامه در ۱ فوریه ۲۰۰۴ لازم‌الاجرا شد. نمایندگان کشورهای عضو به‌طور منظم ملاقات می‌کنند. شش نشست طرفین برگزار شده‌است. هفتمین دوره در سال ۲۰۲۲ در استرالیا برگزار شد.
| محل                         | تاریخ                |
| --------------------------- | -------------------- |
| هابارت، استرالیا            | ۱۰–۱۲ نوامبر ۲۰۰۴    |
| کرایست چرچ، نیوزلند         | ۱۳–۱۷ نوامبر ۲۰۰۶    |
| برگن، نروژ                  | ۲۷ آوریل - ۱ مه ۲۰۰۹ |
| لیما، پرو                   | ۲۳–۲۷ آوریل ۲۰۱۲     |
| سانتا کروز د تنریف، اسپانیا | ۴–۸ مه ۲۰۱۵          |
| اسکوکوزا، آفریقای جنوبی     | ۷–۱۱ مه ۲۰۱۸         |

## گونه‌های زیر پوشش قرارداد
۳۱ گونه از آلباتروس، مرغ‌های باران زیر توسط این توافق‌نامه فهرست شده‌است.
آلباتروس‌ها
- آلباتروس سلطنتی شمالی (Diomedea sanfordi)
- آلباتروس سلطنتی جنوبی (Diomedea epomophora)
- آلباتروس سرگردان (Diomedea exulans)
- آلباتروس آنتیپودی (Diomedea antipodensis)
- آلباتروس آمستردام (Diomedea amsterdamensis)
- آلباتروس تریستان (Diomedea dabbenena)
- آلباتروس دودی (Phoebetria fusca)
- آلباتروس روشن‌پوش (Phoebetria palpebrata)
- آلباتروس موج‌دار (Phoebstria irroata)
- آلباتروس دم‌کوتاه (Phoebastria albatrus)
- آلباتروس لیسان (Phoebstria immutabilis)
- آلباتروس پاسیاه (Phoebastria nigripes)
- آلباتروس بینی‌زرد اقیانوس اطلس (Talassarche chlororhynchos)
- آلباتروس بینی‌زرد هندی (Talassarche carteri)
- آلباتروس سرخاکستری (Talassarche chrysostoma)
- آلباتروس ابروسیاه (Talassarche melanophris)
- آلباتروس کمبل (Talassarche impavida)
- آلباتروس بولر (Talassarche bulleri)
- آلباتروس خجالتی (Talassarche cauta)
- آلباتروس تاج‌سفید (Talassarche steadi)
- آلباتروس چاتام (Talassarche eremita)
- آلباتروس سلوین (Talassarche salvini)

مرغ‌های باران و کبوتردریایی‌ها
- مرغ باران غول‌پیکر جنوبی (Makronectes giganteus)
- مرغ باران غول‌پیکر شمالی (Macronectes halli)
- مرغ باران چانه‌سفید (Procellaria aequinoctialis)
- مرغ باران عینکی (Procellaria conspicillata)
- مرغ باران سیاه (Procellaria parkinsoni)
- مرغ باران وستلند (Procellaria westlandica)
- مرغ باران خاکستری (Procellaria cinerea)
- کبوتردریایی بالئاری (Puffinus mauretanicus)
- کبوتردریایی پاصورتی (Ardenna creatopus)

## کشورهای عضو
۱۳ کشور زیر طرف قرارداد هستند:
- آرژانتین
- استرالیا
- برزیل
- شیلی
- اکوادور
- فرانسه
- نیوزیلند
- نروژ
- پرو
- آفریقای جنوبی
- اسپانیا
- بریتانیا
- اروگوئه